# Serie Philips Tele-Game
La serie de Consolas Philips Tele-Game es una serie de seis consolas de videojuegos domésticas la primera  primera generación fabricada, lanzada y comercializada entre los años 1975 y 1978 por la empresa holandesa Philips .
Todas las Tele-Game tienen la abreviatura "ES", que significa "elektronisches Spiel" (en alemán, "juego electrónico"). Los nombres de las consolas varía dependiendo de el país ( Tele-Spiel en Alemania, Tele-Game en el Reino Unido, Tele-Peli en Finlandia y Tele-Spel en los Países Bajos). básicamente el nombre significa "juego de tele" en todos los países. Las Philips Tele-Game fueron las primeras consolas de videojuego que se lanzaron al mercado.

## Modelos

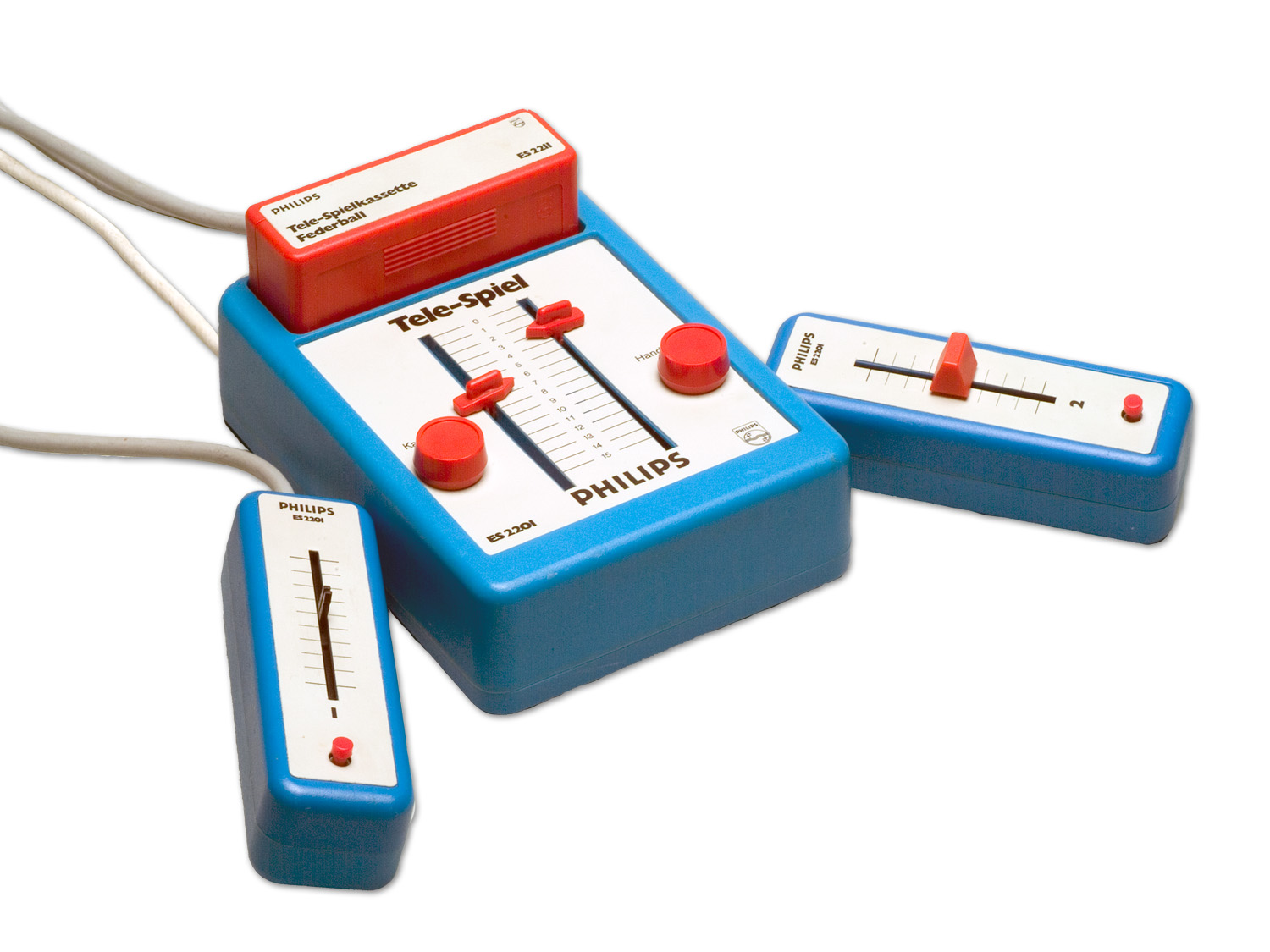
Philips Tele-Spiel ES 2201

La Philips Tele-Game ES 2201 fue la primera consola de la serie Philips Tele-Game se vendió a finales de 1975 hasta 1976 por 150 marcos alemanes  (61 euros)  o 400 francos.  no se muestra la puntuación, en ese caso hay dos controles deslizantes para marcar puntuación manualmente de 0 a 15 puntos. Sólo muestra gráficos en blanco y negro.
| Nr. | nombre      | nombre en alemán   | numero del cartucho |
| --- | ----------- | ------------------ | ------------------- |
| 1   | Badminton   | Federball          | ES-2211             |
| 2   | Pelota      | Trainingswand      | ES-2212             |
| 3   | Tiroteo     | Tontaubenschiessen | ES-2213             |
| 4   | carrera     | Autoslalom         | ES-2214             |
| 5   | Ghostchaser | Phantomjagd        | ES-2215             |

estaban disponibles Cinco juegos  para la consola venían en cartuchos. Todos estos juegos (excepto el bádminton, que venia incluido con la consola  ) se vendió por un alrededor de 25 marcos alemanes  o 45 francos. En estos cartuchos no hay un juego como tal, sólo son unos cables que conectan eléctricamente partes del hardware para que un juego aparezca en la pantalla.

### ES 2208 Las Vegas

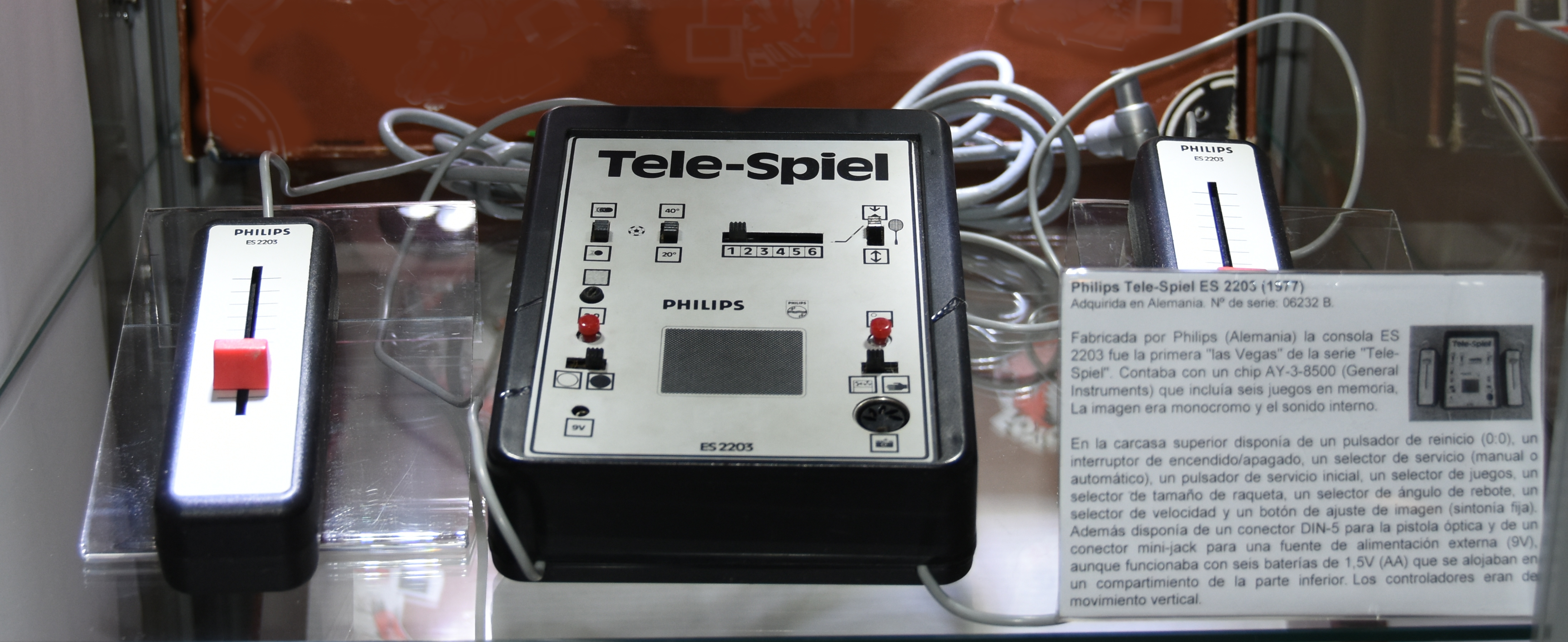
Philips Tele-Spiel 2203 en su embalaje

La Philips Tele-Game ES 2203 Las Vegas fue la segunda consola de la serie Philips Tele-Game. Fue lanzado en 1977  e incluía 6 juegos en lugar de cuatro juegos disponibles en las consolas previas que incorporaban el SOC AY-3-8500 ; Pong, fútbol, squash, práctica e incluían dos juegos de disparos que juegan con una disponible pistola de luz que se compran por separado. Por los juegos la consola  es idéntica a la ES 2201. La consola no fue un fracaso por su precio elevado, por lo que posteriormente se relanzo como la Philips Tele-Game ES 2207 Travemünde abaratando costos para hacerla más económica ese mismo año.

### ES 2204 Las Vegas

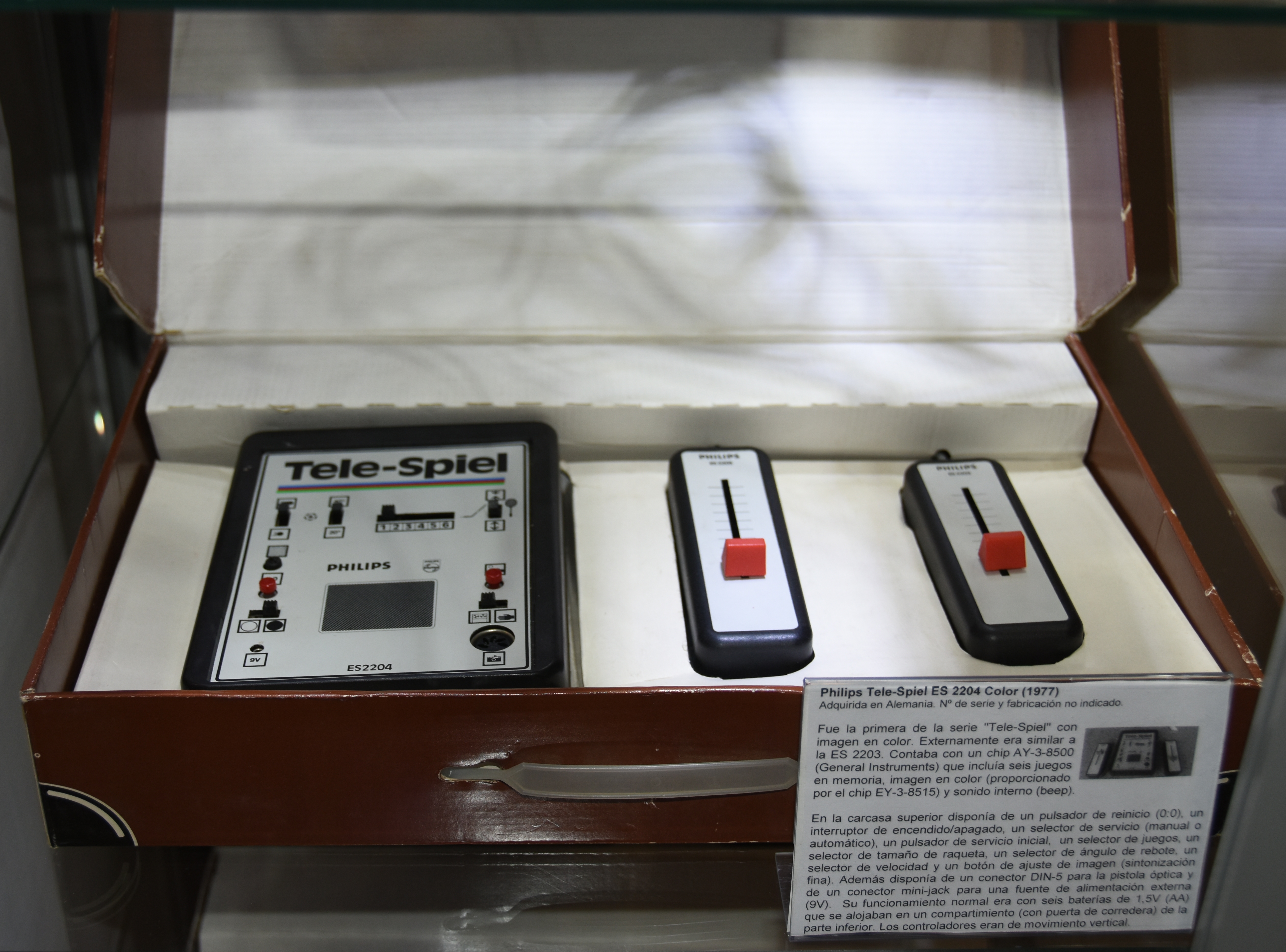
Philips Tele-Spiel 2204 en su embalaje

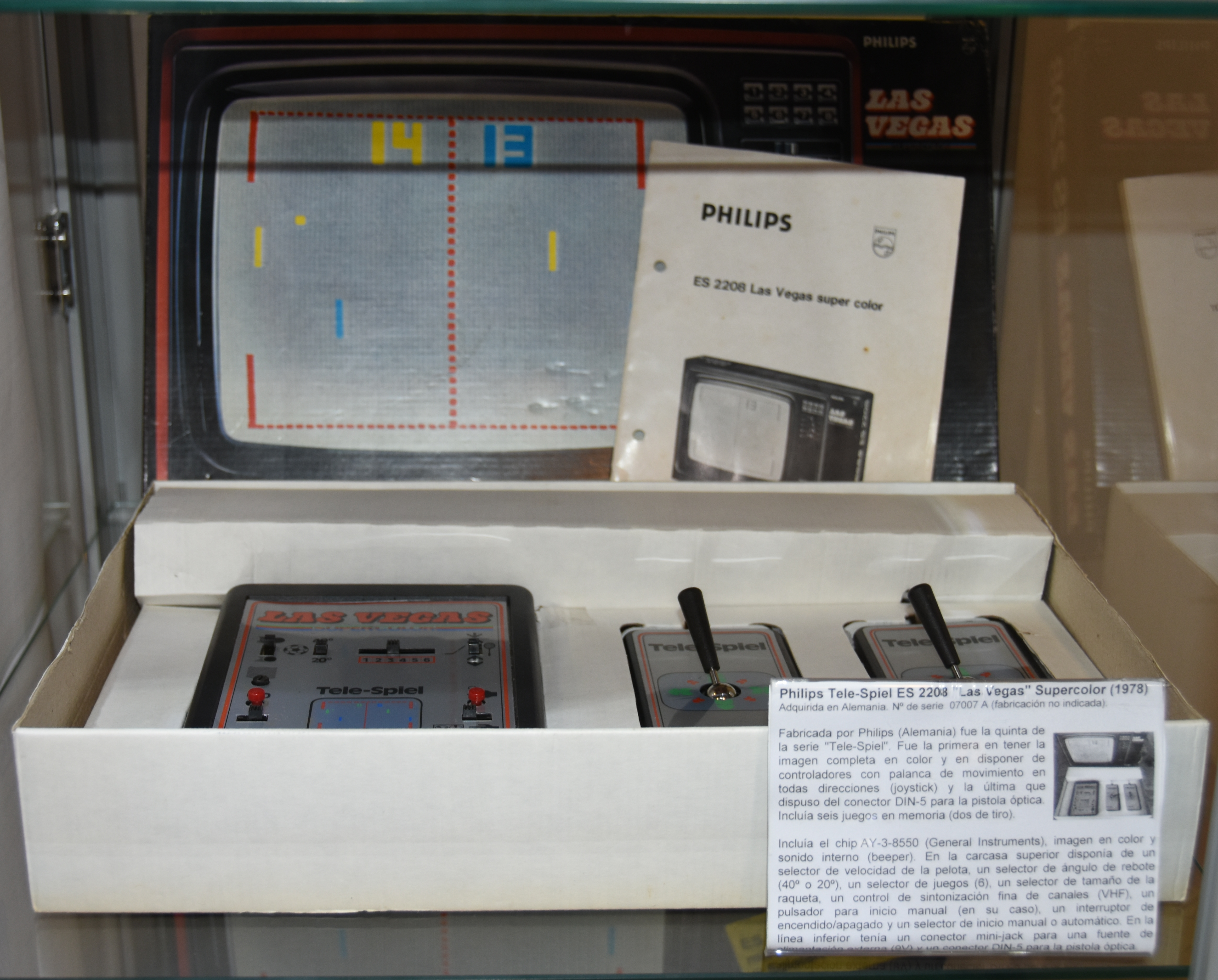
Philips Tele-Spiel 2208 en su embalaje

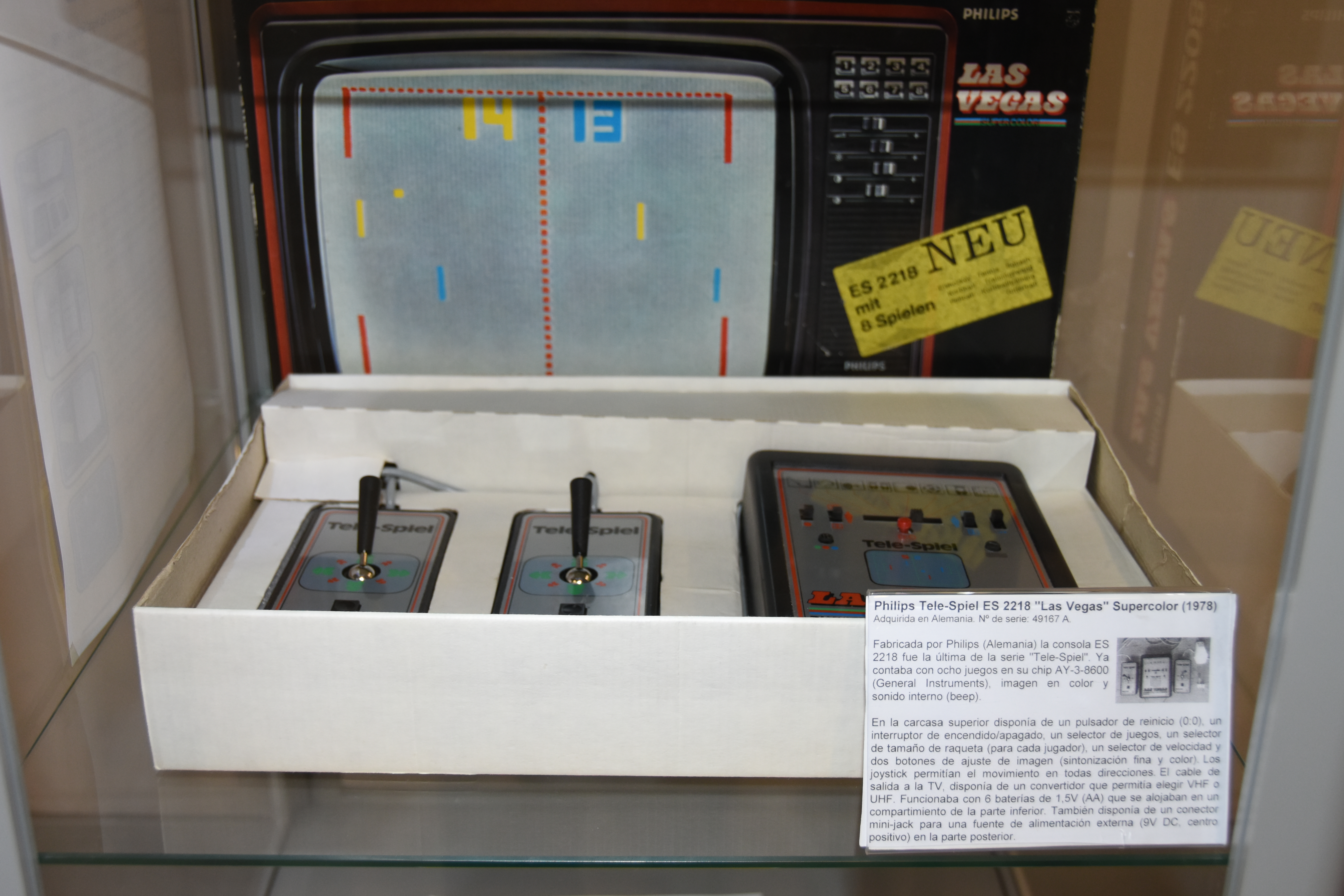
Philips Tele-Spiel 2218 en su embalaje

La Philips Tele-Game ES 2204 Las Vegas, lanzada en 1977, fue la tercera consola utiliza un SOC AY-3-8500.  Por lo demás el sistema es idéntico al modelo ES 2203.

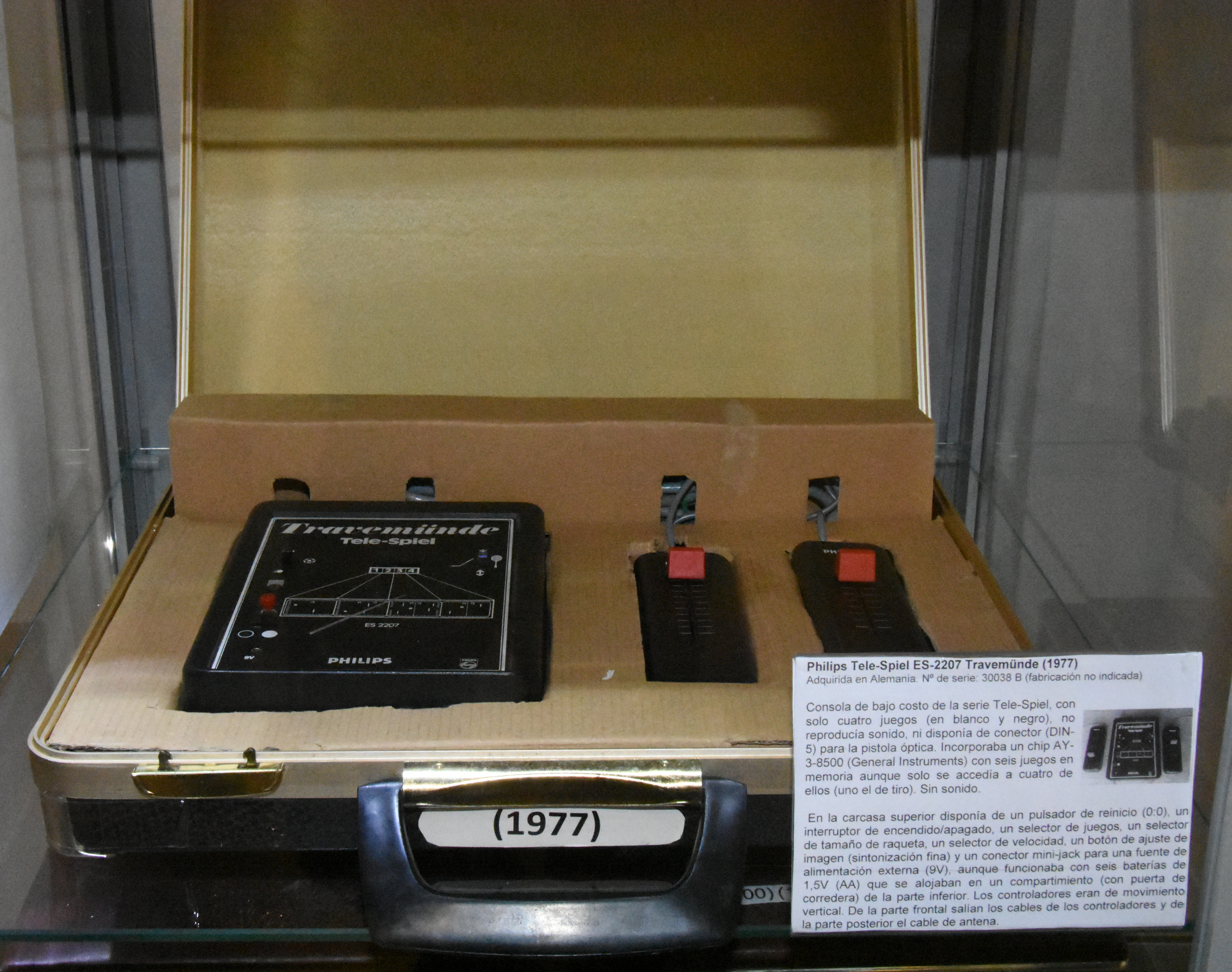
Philips Tele-Spiel 2207 en su embalaje

El Philips Tele-Game ES 2207 Travemünde fue una edición más económica del ES 2203. se lanzo en 1977  y  usa el   SOC AY-3-8500. usa una fuente de alimentación (7,6 V/260 mA).
La Philips Tele-Game ES 2208 Las Vegas fue la quinta consola de la serie Philips Tele-Game se lanzó en el año 1977. Por primera vez, los joysticks del sistema ofrecen movimiento bidimensionales en lugar del tradicional de solo arriba y abajo. Utiliza un SOC AY-3-8550 que puede emitir video a color  tiene un peso 800 g. se alimenta con 9 V DC. Por lo demás el sistema es idéntico al modelo ES 2204.
La Philips Tele-Game ES 2218 Las Vegas es la sexta y última consola de la serie Philips Tele-Game. se lanzo en 1977. ofrece ocho juegos en lugar de los típicos seis. la consola es idéntica al modelo ES 2208 Las Vegas, con la única diferencia de que tiene un chip AY-3-8600 integrado. Esta consola también estaba disponible para autoconstrucción con la el nombre de philips EB 7601.